# Hattena tongana
Hattena tongana är en spindeldjursart som först beskrevs av David C.M. Manson 1974.  Hattena tongana ingår i släktet Hattena och familjen Ameroseiidae. Inga underarter finns listade i Catalogue of Life.